# Allium pignattii
Allium pignattii — вид квіткових рослин з підродини цибулевих (Allioideae). Ендемік Греції.

## Таксономія
У рамках таксономічних досліджень Allium sect. Codonoprasum середземноморської флори виявлено помітну морфологічну мінливість роду й описано нові для науки види, серед яких A. pignattii. Вид названий на честь видатного італійського ботаніка Сандро Піньятті.

## Біоморфологічна характеристика
Цибулина яйцеподібна, 12–18 × 8–15 мм, зовнішні оболонки коричневі. Стебло прямовисне, голе, 20–38 см заввишки, зазвичай на 1/2–2/3 загальної довжини вкрите листковими піхвами. Листків 4–5, коротші за суцвіття, суцільно густо запушені, пластина напівциліндрична, ребриста, до 38 см завдовжки. Суцвіття нещільне, 5–6 см в діаметрі, з 25–40 квітками. Обгортки суцвіття нерівні й довші за нього, з придатком тонко війчастим на краю. Оцвітина циліндрично-дзвінчата, 4.5–5 мм завдовжки, листочки оцвітини рівні, еліптичні, 2–2.2 мм завширшки, рівномірно зелено-коричневі, середня жилка зелена, гладкі і загострені на верхівці. Тичинки з простими й нерівними, білими з пурпуруватим відтінком нитками; пиляки жовті. Коробочка тристулкова, майже куляста, 3.5 × 4 мм. 2n = 2x = 16. Цвіте з кінця травня до початку червня.

## Поширення
Цей вид зустрічається в деяких місцевостях у внутрішніх районах острова Самос, де він росте на луках і фриганах на висоті не вище 700 м н.р.м..